# Quas primas

Wappen Pius XI.

Die Enzyklika Quas primas wurde von Papst Pius XI. am 11. Dezember 1925 unterzeichnet und führte das Hochfest vom Königtum Christi in den liturgischen Kalender ein.
Der Papst wollte mit diesem Fest ein Zeichen gegen die zerstörerischen Kräfte der Zeit setzen. Christus ist König nicht nur im übertragenen Sinn; das Königtum Christi bedeute wirkliche Herrschaft mit gesetzgeberischer, richterlicher und ausführender Gewalt. Diese Macht ist vor allem geistiger Natur; der Papst will nicht, wie Pius IX. im Jahre 1864 mit seiner Enzyklika Quanta cura, die Trennung von Kirche und Staat in Frage stellen, aber er betont, dass sie sich grundsätzlich auch auf alle zeitlichen Dinge erstrecke, deren Verwaltung allerdings den zuständigen Personen überlassen bleibe. Als Früchte der Anerkennung der Königsherrschaft Christi erwartet sich der Papst „gerechte Freiheit, Ordnung, Ruhe, Eintracht und Frieden“.
Die politische Stoßrichtung der Enzyklika war offensichtlich, sie setzte dem Führerkult der stärker werdenden faschistischen Ideologie das Christkönigsfest als katholische Demonstration des wahren Königtums Christi entgegen.

## Textausgaben
- Pius IX.: ACTA PII PP. XI LITTERAE ENCYCLICAE AD VENERABILES FRATRES PATRIARCHAS, PRIMATES, ARCHIEPISCOPOS, EPISCOPOS ALIOSQUE LOCORUM ORDINARIOS PACEM ET COMMUNIONEM CUM APOSTOLICA SEDE HABENTES: DE FESTO DOMINI NOSTRI IESU CHRISTI REGIS CONSTITUENDO. In: Acta Apostolicae Sedis, XVII Jg. (1925). p. 593–610. [offizieller lateinischer Text]
- Rundschreiben Papst Pius’ XI. vom 11. Dezember 1925 QUAS PRIMAS. In: Heilslehre der Kirche. Dokumente von Pius IX. bis Pius XII. Deutsche Ausgabe des französischen Originals von P[aul] Cattin O.P. und H[umbert]-Th[omas] Conus O.P. besorgt von Anton Rohrbasser. Paulusverlag, Freiburg/Schw. 1953, S. 55–76. ([deutsche Ausgabe])
- Rundschreiben unseres Heiligsten Vaters Papst Pius XI über die Einsetzung des Festes Christi Königstag (Quas primas von 11. Dezember 1925). Übersetzt und erläutert von Heinrich von Meurers. Paulinus Druckerei, Trier 1926, 2. Aufl. 1926. [deutsche Ausgabe]